# Paolo Camossi
Paolo Camossi (Italia, 6 de enero de 1974) es un atleta italiano retirado especializado en la prueba de triple salto, en la que consiguió ser campeón mundial en pista cubierta en 2001.

## Carrera deportiva
En el Campeonato Mundial de Atletismo en Pista Cubierta de 2001 ganó la medalla de oro en el triple salto, con un salto de 17.32 metros que fue récord nacional italiano, por delante del británico Jonathan Edwards (plata con 17.26 metros) y el australiano Andrew Murphy (bronce con 17.20 metros que fue récord de Oceanía).